# Papa Bouba Diop
Papa Bouba Diop (ur. 28 stycznia 1978 w Dakarze, zm. 29 listopada 2020 w Paryżu) – senegalski piłkarz występujący na pozycji pomocnika, reprezentant kraju. Zawodnik takich klubów jak West Ham United, Fulham czy Grasshopper Club.

## Życiorys
W 2002 roku Papa Bouba Diop był członkiem kadry Senegalu na piłkarski mundial. Senegal doszedł do ćwierćfinału, a Papa Bouba był jego najlepszym strzelcem z trzema golami na koncie (dwie bramki z Urugwajem i dający zwycięstwo nad Francją gol w meczu otwarcia Mistrzostw).
Latem 2004 roku przeszedł do Fulham z francuskiego RC Lens, za nieujawnioną kwotę. W sezonie 2004/2005 strzelił w rozgrywkach Premiership 6 bramek, w tym pamiętne trafienie w pojedynku z Manchesterem United. W Fulham występował do końca sezonu 2006/2007. Łącznie zaliczył 76 występów i zdobył 8 goli. 31 sierpnia 2007 podpisał kontrakt z Portsmouth.
Szwedzki zespół muzyczny Dick Tiger napisał na cześć tego zawodnika melodyjny utwór "Papa Bouba".
Na przełomie stycznia i lutego 2006 roku Diop występował w Pucharze Narodów Afryki, rozgrywanym w Egipcie. Strzelił jedną bramkę, w ćwierćfinałowym spotkaniu z Gwineą, a w całej imprezie jego Senegal zajął 4. miejsce.
Od lat chorował na chorobę Charcota-Mariego-Tootha oraz stwardnienie zanikowe boczne. Zmarł 29 listopada 2020 roku w Paryżu.
Znany był pod pseudonimami „Bouba” i „Wardrobe” (szafa).